# Undine (Schiff, 1904)
Die Undine war ein Kleiner Kreuzer der Gazelle-Klasse der Kaiserlichen Marine. Der Kreuzer wurde nach dem Wassergeist Undine benannt, wie zuvor schon die von 1871 bis 1884 im Dienst stehende Brigg Undine.
1915 wurde die Undine in der Ostsee durch ein britisches U-Boot versenkt.

## Geschichte
Die Undine war das zehnte und letzte Schiff der Gazelle-Klasse und gehörte zur dritten Gruppe dieser Klasse wie die Arcona und Frauenlob. Sie hatten geringfügig vergrößerte Abmessungen als ihre vorangehenden sieben Schwesterschiffe.
Die Undine war das erste moderne Kriegsschiff, das die Howaldtswerke in Kiel für die Kaiserliche Marine bauten. Erstmals wurde bei einem Schiff der Kaiserlichen Marine ein Kreiselkompass eingebaut, der von der Firma Anschütz-Kaempfe stammte, aber noch nicht völlig befriedigte.

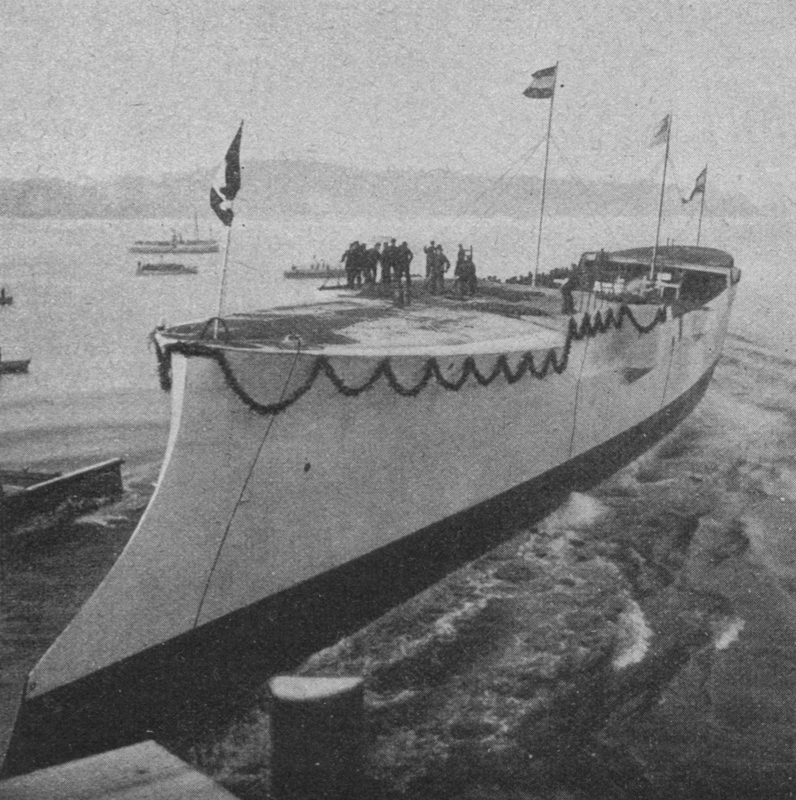
Der Stapellauf der Undine

Der Deutsche Flottenverein übernahm die Patenschaft für den Kreuzerneubau „J“. Dessen Präsident, Otto II. zu Salm-Horstmar, hielt die Taufrede und seine Frau Rosa taufte am 11. Dezember 1902 den Neubau auf den Namen Undine nach der 1884 in der Jammerbucht gestrandeten Schulbrigg.

## Artillerie-Schulschiff
Mit der Indienststellung ab 5. Januar 1904 übernahm die Undine die Funktion eines Artillerieschulschiffs vom alten Kreuzer Carola.
Am 17. November 1905 kam es in dieser Funktion zu einem schweren Schiffsunglück vor Bülk. Die Torpedoboote S 126 bis S 130 und die Undine nahmen an einem Nachtmanöver teil, bei dem ein Angriff auf einen Kreuzer geübt werden sollte. Infolge schlechter Sicht durch starken Schneefall verlor S 126 den Sichtkontakt zur Undine und tauchte dicht vor deren Bug auf. Das Torpedoboot wurde in zwei Hälften zerschnitten. In kürzester Zeit war der Kesselraum mit Wasser vollgelaufen, was zu einer Kesselexplosion führte. Das Boot sank unter Verlust von 33 Mann. 17 Matrosen konnten gerettet werden. Im Mai 1906 konnte das Torpedoboot gehoben und anschließend repariert werden, das ebenfalls beschädigte S 127 wurde von der Undine in den nächsten Hafen geschleppt.
Ab dem 1. Juli 1908 verlegte der Kreuzer zur Artillerieschule nach Sonderburg. Von dort wurde er zu den jährlich stattfindenden Manövern der Hochseeflotte detachiert. Am 5. Mai 1910 konnte die Undine auf dem Weg nach Sonderburg bei schwerer See den mit Maschinenschaden in Seenot geratenen Dampfer Nordstern mit 300 Passagieren an Bord in Schlepp nehmen und sicher nach Kiel einschleppen. Im September/Oktober 1910 musste sie in der Kaiserlichen Werft Danzig aufgrund starker Verschleißerscheinungen grundrepariert werden. Anschließend erfolgte die erneute Zuteilung zum Lehrgeschwader. Im Januar und Februar 1912 wurde sie wie andere Schiffe der Flotte im Eisnotdienst eingesetzt, da es auch in der westlichen Ostsee zu starken Vereisungen kam.
Am 12. Juli 1912 erfolgte die Außerdienststellung der Undine in Danzig. Die Funktion eines Artillerieschulschiffs übernahm der Kleine Kreuzer Augsburg, auf den mit dem Wechsel auch die Besatzung der Undine überstieg. Die Undine erhielt eine Grundreparatur in der Kaiserlichen Werft Danzig und wurde dann in die II. Bereitschaft der Reserve eingeordnet.

## Einsätze im Ersten Weltkrieg
- 4. August 1914: Indienststellung bei der Küstenschutzdivision der Ostsee (Konteradmiral Robert Mischke); Übernahme des Sicherungsdienstes in der westlichen Ostsee und auf der Linie Møn – Dornbusch
- 3.–9. September 1914: Teilnahme am Vorstoß zum Finnischen Meerbusen, dabei am 8. September 1914 Zusammenbruch der Maschine, anschließend Reparatur in Danzig.
- ab 18. Oktober 1914: Sicherungsdienst auf der Fährlinie Saßnitz - Trelleborg
- 13.–18. April 1915: Beschießung russischer Stellungen an der kurländischen Küste bei Budendiekshof und Memel
- Wiederaufnahme der Patrouillenfahrten ab 19. April 1915 in der westlichen Ostsee

## Untergang
Am 7. November 1915 begleitete die Undine das Fährschiff Preußen auf dem Weg von Trelleborg nach Saßnitz. Hierbei wurde der Kreuzer vom britischen U-Boot E19 unter Lt. Cdr. Francis Cromie um 13.08 Uhr auf der Position 54° 59′ N, 13° 51′ O mit zwei Torpedos ca. 18 sm NNO vor Kap Arkona getroffen und sank sehr schnell. Die Besatzung wurde bis auf 24 Mann vom Sicherung fahrenden Torpedoboot V 154 und dem zu sichernden Fährschiff gerettet.
Vier beim Untergang verstorbene Besatzungsmitglieder der Undine sind auf dem Kieler Nordfriedhof, Feld N, Nr. 112 in einem Gemeinschaftsgrab beerdigt.
Das Wrack wurde 1999 durch Zufall bei einem Manöver der schwedischen Marine entdeckt. Es liegt in 48 Meter Tiefe nördlich Rügen in der Kadetrinne.

## Kommandanten
| 5. Januar bis 7. März 1904             | Korvettenkapitän Carl Schaumann                                        |
| 23. bis 30. März 1904                  | Oberleutnant zur See Georg Hoffmann                                    |
| 10. Januar bis 30. September 1905      | Korvetten-/Fregattenkapitän Georg Scheidt                              |
| 30. September 1905 bis 3. Oktober 1907 | Korvetten-/Fregattenkapitän Berthold Stechow                           |
| Oktober 1907 bis 31. März 1909         | Korvetten-/Fregattenkapitän Wilhelm Freiherr von Meerscheidt-Hüllessem |
| 1. April 1909 bis September 1910       | Korvetten-/Fregattenkapitän Ulrich Lübbert                             |
| 15. September 1910 bis 5. Mai 1912     | Korvetten-/Fregattenkapitän Viktor Reclam                              |
| 10. Mai bis 12. Juli 1912              | Fregattenkapitän Andreas Fischer                                       |
| 4. August bis September 1914           | Fregattenkapitän Max Loesch                                            |
| September 1914 bis 7. November 1915    | Korvetten-/Fregattenkapitän Karl Windmüller                            |